# تنوره آسیابهای فتح‌آباد عرب
تنوره آسیابهای فتح‌آباد عرب مربوط به دوره قاجار است و در شهرستان فیروزآباد، بخش مرکزی، روستای فتح‌آباد عرب واقع شده و این اثر در تاریخ ۱۲ بهمن ۱۳۸۱ با شمارهٔ ثبت ۷۱۹۴ به‌عنوان یکی از آثار ملی ایران به ثبت رسیده است.